# Застава П25
Застава П25 (познатији као "црна дама") је полуаутоматски пиштољ једноструке акције са сигурним механизмом за закључавање и окидање. Функционише по принципу слободног повлачења цијеви. Оружје је малих димензија, идеално за самоодбрану и једноставно за употрeбу и одржавање.

## Карактеристике
Пиштољ је напуњен одвојивим магацином који је сигурно повезан са лежиштем. Пиштољ има фиксни жељезни нишан, пиштољ је израђен од легуре алуминијума, оквир и клизач су од легираног челика, а дршке су од ораха или полимера. Стандардна завршна обрада је фосфатирање и фарбање алуминијумских делова. Челични дијелови су плави.